# 梁文庚
梁文庚（？—1801年），清朝中葉活躍於南中國海的海盜（華南海盜）。
梁文庚是原籍廣東省新會縣。他原本是一個漁民。1786年加入海盜團夥，成為陳添保的屬下。他被西山朝授予千總的官職。後又被提拔為總兵，成為重要海盜頭目。
1800年，阮福映再度大舉北伐，攻打富春（今順化）。華南海盜支持西山朝，與阮軍大戰於渜海口（今順安海口）。海盜大敗，梁文庚與莫觀扶、樊文才被阮軍俘虜。翌年，阮福映派鄭懷德、黎光定出使清朝，並將莫觀扶、梁文庚、樊文才三人移交清廷。兩廣總督吉慶對他們進行審問。隨後，嘉慶帝命令將他們按大逆罪處死。